# Angelika Bazalová
Angelika Bazalová (* 18. září 1969) je česká podnikatelka a novinářka, v letech 2019–2024 členka Rady České tiskové kanceláře.

## Život
Vystudovala obor materiálové inženýrství na Vysoké škole báňské v Ostravě (promovala v roce 1992 a získala titul Ing.).
Začínala v roce 1992 jako regionální redaktorka v ostravské redakci České televize, kde působila i jako moderátorka a editorka do roku 1996. Následně v roce 1998 vyhrála výběrové řízení na redaktorku do české redakce BBC v Praze. Své působení v BBC ukončila v roce 2001 a přesunula se do České televize v Praze, kde začínala jako editorka zpráv. Později se stala hlavní editorkou večerní zpravodajské relace Události, po několika letech převzala vedení redakce ranního a dopoledního vysílání zpravodajského kanálu ČT24. Před svým odchodem v roce 2013 působila také jako šéfeditorka nově budované redakce Nových médií. Později externě spolupracovala s řadou médií, mimo jiné s Deníkem N, týdeníky Reflex a Echo24 či deníkem TO.
Od března 2014 je jednatelkou a společnicí s vkladem ve firmě AngelService a od června 2018 pak i jednatelkou a společnicí s vkladem ve firmě JEN YES.
Dne 16. října 2019 byla v tajné volbě zvolena Poslaneckou sněmovnou PČR členkou Rady České tiskové kanceláře. Nominovali ji Piráti, získala 131 hlasů (ke zvolení bylo třeba 88 hlasů).
Jako novinářka se zabývá především tématem covidové pandemie. Je spoluautorkou vědeckého článku v impaktovaném časopise International Journal of Infectious Diseases, v němž autoři dovozují, že observační studie, které mají doložit přínosy očkování proti covidu-19 jsou zatíženy zásadní statistickou chybou zvanou „healthy vaccinee bias“. V roce 2024 získala anticenu Českého klubu skeptiků Sisyfos Bludný balvan za rok 2023 v kategorii žurnalistická etika za „šíření malinformací a misinformací pod nanorouškou objektivní služby veřejnosti“. V reakci na udělení ceny se na sociální síti Facebook napsala, že „je ráda, že nevypadá jako osoby, které jí anticenu udělily“.
Angelika Bazalová žije v Praze, v městské části Praha 6.